# William Henry Welch
William Henry Welch, M.D. (Norfolk (Connecticut), 8 de abril de 1850 — Baltimore, 30 de abril de 1934) foi um médico estadunidense.